# Ella Mae Morse
Ella Mae Morse (Mansfield, 1924. szeptember 12. – Bullhead City, 1999. október 16.). Népszerű amerikai énekesnő volt az 1940-es, 1950-es években.
A texasi Mansfieldben született. Zenével nőtt fel: édesanyja énekes volt, brit apja pedig dobos egy tánczenekarban. Nagybátyja gitározott. Jimmy Dorsey a 19 éves lányt leszerződtette.
Dzsesszt, bluest, countryt, majd rock and rollt is énekelt. 1942-ben a Cow-Cow Boogie c. felvétele Freddie Slack zenekarával a Capitol Records első aranylemeze lett. 1943-ban az Get Board, Little Chillun című kislemeze bekerült a Rhythm and blues listájára, mint az egyik első fehér énekesnő által előadott R&B dal.
1960-ban csillagot kapott a hollywoodi hírességek sétányán (Hollywood Walk of Fame). 1999-ben az arizonai Bullhead Cityben hunyt el.

## Lemezeiből
1942: Cow-Cow Boogie, Mr. Five by Five

1943: Get On Board Little Chillun, Shoo Shoo Baby

1944: No Love, No Nothin’, Tess' Torch Song, Milkman, Keep Those Bottles Quiet, The Patty Cake Man

1945: Captain Kidd

1946: Buzz Me, The House of Blue Lights

1952: The Blacksmith Blues, Oakie Boogie

1953: 40 Cups of Coffee

## További információ
- Ella Mae Morse az Internet Movie Database-ben (angolul)
- Ella Mae Morse a Rotten Tomatoeson (angolul)